# Achillobator

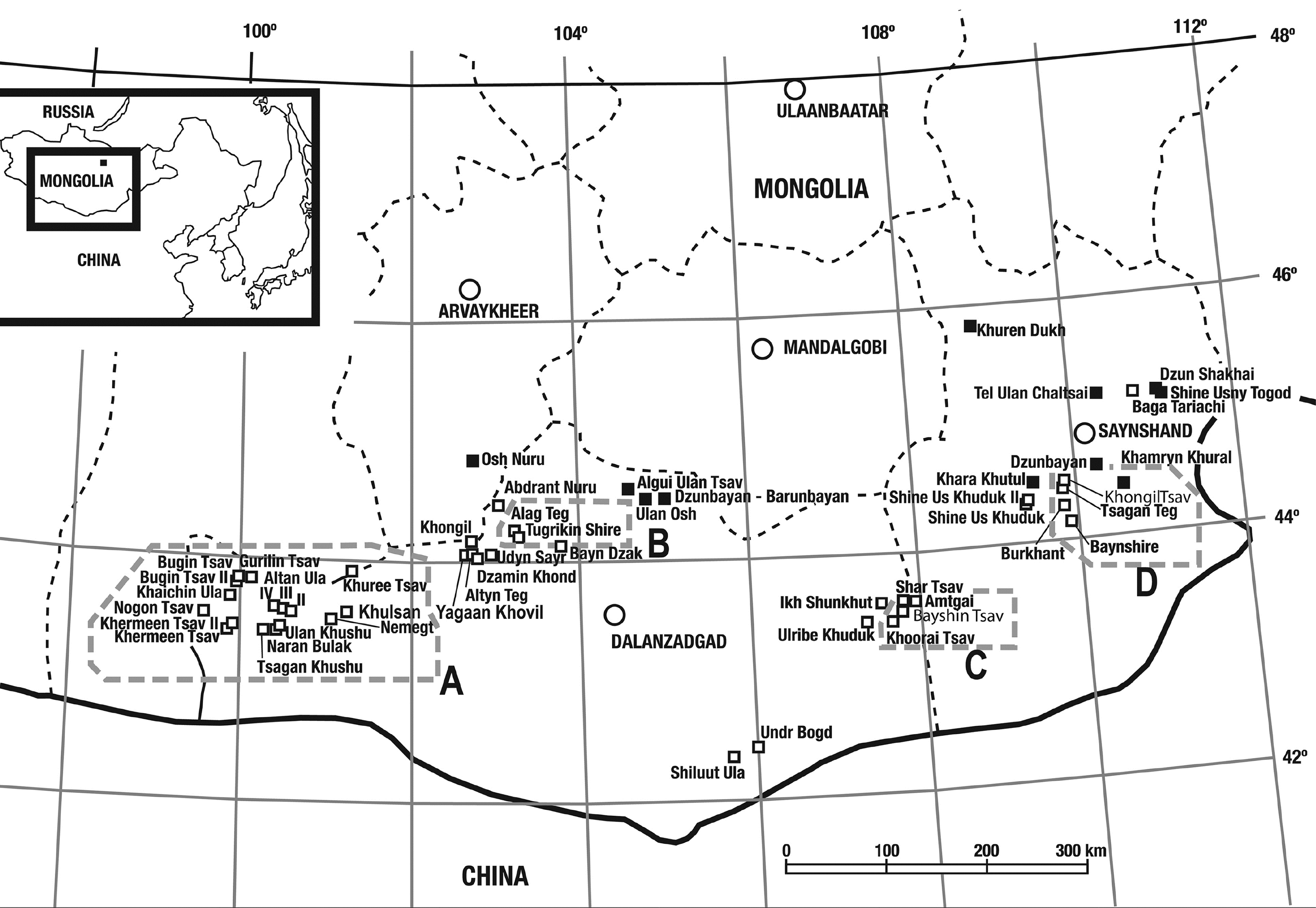
Ubicacions de fòssils a Mongòlia. Els exemplars d'Achillobator s'han trobat a Burkhant (àrea D)

Achillobator giganticus (Dels mots llatins Achilles i giganticus i del mongol Bator: Gran heroi Aquil·les) va ser un dinosaure carnívor que va viure a Mongòlia durant el Cretaci superior. Era un dromeosàurid gros que mesurava uns 6 metres de llargada i 2 d'alçada. Era un animal robust i morfològicament semblant a altres membres de la seva família, especialment al dromeosaure, i posseïa unes dents serrades i espaiades especialment adaptades per a tallar carn.
Aquest dinosaure ja va ser descrit fa molts segles en un obscur escrit mongol. En Norell i en Clark ja volgueren publicar aquest escrit a American Museum Novitates, però el text va ésser publicat sense el seu coneixement en una forma rudimentària.

## Cladograma
|           | Adasaurus                                                   |
|           |                                                             |
|           | Dromaeosaurus                                               |
|           |                                                             |
| sense nom | \| \| Achillobator \| \| \| \| \| \| Utahraptor \| \| \| \| |
|           | \| \| Achillobator \| \| \| \| \| \| Utahraptor \| \| \| \| |
|           | Achillobator                                                |
|           |                                                             |
|           | Utahraptor                                                  |
|           |                                                             |

|  | Achillobator |
|  |              |
|  | Utahraptor   |
|  |              |